# Encarsia ixorae
Encarsia ixorae är en stekelart som beskrevs av Krishnan och Vasantharaj David 1996. Encarsia ixorae ingår i släktet Encarsia och familjen växtlussteklar. Inga underarter finns listade i Catalogue of Life.